# Aérospatiale SA 315B Lama
Aérospatiale SA 315B Lama je jednomotorový výškový užitkový vrtulník vyvinutý francouzským leteckým výrobcem Aérospatiale. Představuje derivát vrtulníku Aérospatiale Alouette II využívající komponenty výkonnějšího typu Aérospatiale Alouette III. Vrtulník poprvé vzlétl roku 1969. Dosáhl řady světových rekordů. Jeho sériová výroba probíhala ve Francii, Indii a Brazílii. V roce 2025 stále zůstávalo v provozu množství vrtulníků tohoto typu.

## Vývoj

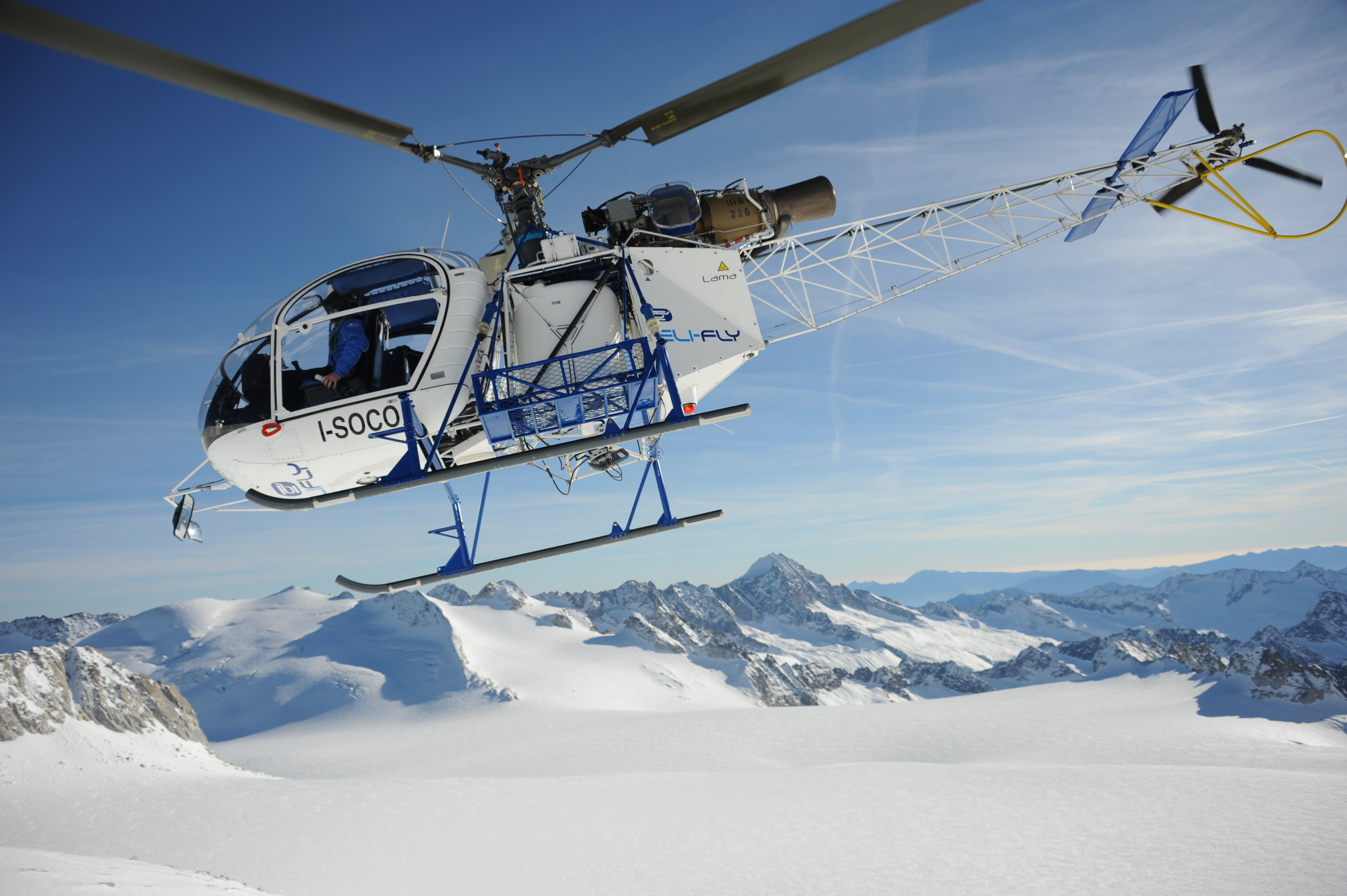
Italský vrtulník (I-SOCO) u hory Monte Adamello

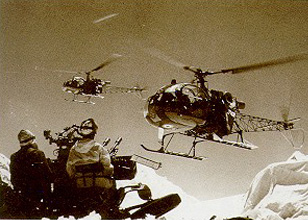
Indické vojenské vrtulníky Cheetah

Vrtulník byl vyvinut dle požadavků Indických ozbrojených sil, která potřebovala stroj uzpůsobený pro operace v horkém klimatu a velkých výškách, zejména v oblasti Himálaje. Se dvěma osobami a 200 kg nákladu měl být schopen létat ve výškách až 6000 metrů. Představuje kombinaci draku vrtulníku Aérospatiale Alouette II s pohonem a dynamickým systémem většího vrtulníku Aérospatiale Alouette III. První let prototypu SA 315A (sériové číslo 315-001) se uskutečnil 17. března 1969. V kokpitu seděli testovací pilot Roland Coffignot a letecký inženýr Gérard Boutin.
Prototyp byl později upraven do konfigurace SA 315 B (315-001, imatrikulace F-BPXS). Dne 19. června 1972 s ním zkušební piloti Jean Boulet a Gérard Boutin dosáhli světového rekordu Mezinárodní letecké federace (FAI), když s nenaloženým strojem vystoupali do výšky 10  836 metrů. Dne 21. června 1972 Jean Boulet získal tři další rekordy, včetně absolutního výškového rekordu pro vrtulníky, když vystoupal do výšky 12 442 metrů. Před letem byl vrtulník co nejvíce odlehčen, včetně odstranění sedadel kopilota a cestujících a instalace zmenšené palivové nádrže. Kvůli poruše motoru vrtulník přistával v režimu autorotace. V roce 2025 rekord zůstal nepřekonán.
Sériová výroba vrtulníku začala roku 1971. Výrobce Aérospatiale do roku 1989 dodal 407 strojů. Další vrtulníky byly licenčně postaveny v Brazílii a Indii. Indický letecký výrobce Hindustan Aeronautics Limited (HAL) vyráběl vrtulníky označené HAL Cheetah a brazilský Helibras vyrobil sedm strojů pojmenovaných Helibras HB-315B Gavião.

## Varianty
- Aérospatiale SA 315B Lama – Francouzské označení vrtulníku.
- Cheetah – Indické označení vrtulníku, včetně licenční výroby ve společnosti HAL.[1]
- HB-315B Gavião – Licenční brazilské vrtulníky od výrobce Helibras.[1]

## Specifikace (Aérospatiale SA 315B Lama)

### Technické údaje
Citováno dle
- Posádka: 1 pilot, 4 cestující
- Délka: 12,92
- Délka trupu: 10,26 m
- Výška: 3,09 m
- Průměr hlavního rotoru: 11,02 m
- Hmotnost prázdného stroje: 1020 kg
- Maximální vzletová hmotnost: 1950 kg
- Pohonná jednotka: 1× turbohřídelový motor Turbomeca Artouste IIIB
- Výkon pohonné jednotky: 550 hp (410 kW)

### Výkony
- Maximální rychlost: 209 km/h[2]
- Cestovní rychlost: 192 km/h
- Dostup: 7000 m[2]
- Dolet: 515 km